# Tramway de Berlin
Le tramway de Berlin (en allemand : Straßenbahn Berlin) est le principal réseau de tram dans la capitale de l'Allemagne, exploité par le Berliner Verkehrsbetriebe (BVG). Il est également l'un des plus vieux réseaux dans le monde puisque ses origines remontent à 1865. 
Avec 191,6 km de voies à écartement standard, il est connu pour être le troisième réseau de tramway au monde, possédant 22 lignes et 382 stations, réparties pour l'essentiel sur l'ancien Berlin-Est, ce mode de transport ayant été conservé par l'État communiste est-allemand, alors qu'il fut démantelé à Berlin-Ouest au profit des réseaux berlinois de bus et de métro. Neuf de ces lignes sont exploitées 24 heures sur 24.

## Historique

### Les débuts et l'extension du réseau

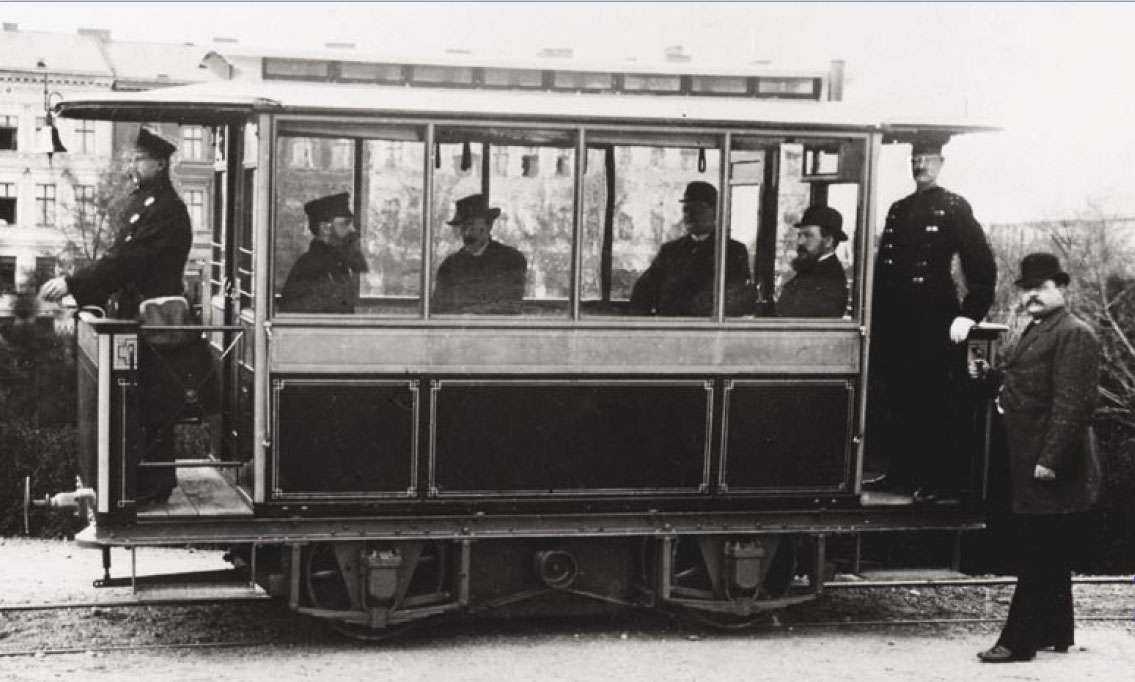
Tramway en 1881.

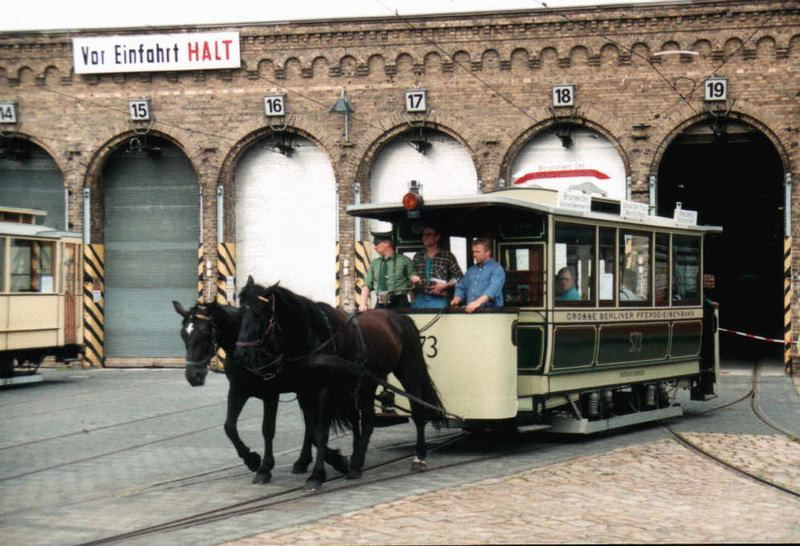
Un exemplaire d'un tramway à traction hippomobile au dépôt de Berlin-Niederschönhausen.

C'est le 22 juin 1865 que le tramway à traction hippomobile fait son apparition entre la Porte de Brandebourg et Charlottenburg en empruntant la Straße des 17. Juni. cette première ligne sera prolongée deux mois plus tard, le 28 août, le long de la Dorotheenstraße Kupfergraben près de l'île aux Musées, ce terminus étant toujours en service aujourd'hui.
En 1873, un itinéraire entre la Rosenthaler Platz et Gesundbrunnen a été aussi inauguré et sera exploité par une nouvelle société, la Große Berliner Pferde-Eisenbahn (« Tramway hippomobile du Grand Berlin ») qui deviendra plus tard l'entreprise dominante à Berlin sous le nom de Große Berliner Straßenbahn (GBS), c'est-à-dire les « Tramway du Grand Berlin ».
Le 16 mai 1881, la traction électrique par fil aérien est mise en service par Werner von Siemens, à Groß-Lichterfelde entre Lichterfelde-Est (Lichterfelde-Ost) et l'école des cadets de Zehlendorfer Straße (aujourd'hui Finckensteinallee). C'est une première dans le monde. Initialement construit avec un écartement métrique, la ligne sera mise au standard en octobre 1925.
Parallèlement, des réseaux vont également se développer dans les villes de la banlieue berlinoise qui seront pour la plupart intégrés à celui du Grand Berlin lors de la création de cette entité en 1920 :
- à Cöpenick, tramway de Cöpenick à traction hippomobile le 18 octobre 1882, adoption de la traction électrique, 11 août 1903. Intégré au réseau berlinois le 1er octobre 1920.
- à Spandau, traction hippomobile le 5 juin 1892, adoption de la traction électrique le 2 octobre 1967. Intégré au réseau berlinois le 1er août 1920.
- à Buchholz, traction hippomobile le 9 juillet 1904, adoption de la traction électrique le 8 décembre 1907. Intégré au réseau berlinois le 22 juillet 1907.
- à Steglitz (Grunewaldbahn), traction électrique le 3 décembre 1905 - 2 mai 1963.
- à Heiligensee an der Havel, traction électrique le 29 mai 1913. Intégré au réseau berlinois le 3 décembre 1920.
- Teltow - intégré au réseau berlinois le 16 avril 1921.

### Le réseau de la BVG
Le jour de sa constitution en 1929, la BVG (la Berliner Verkehrsbetriebe, c'est-à-dire la « compagnie des transports berlinois »), possédait 89 lignes de tramway  représentant un réseau de 634 km de long, avec plus de 4 000 voitures de tramway et transportant plus de 929 millions de passagers en 1929, à quel point, la BVG avait déjà augmenté son service à 93 lignes de tramway. Il employait plus de 14 400 personnes. 
Une voiture de tramway effectuait en moyenne plus de 42 500 km de trajet par an.
Dans le début des années 1930, le réseau de tramway de Berlin a commencé à diminuer, après la fermeture partielle de la première tramway électrique en 1930. Le 31 octobre 1934, la plus ancienne ligne de tramway d'Allemagne fut également fermée, le tracé qu'elle empruntait devait servir d'avenue triomphale prévue par les planificateurs nazis. En 1938, il y avait encore 71 lignes de tramway, 2 800 rames et environ 12 500 employés. Cependant, le réseau de bus prit de l'ampleur, d'autant qu'en 1933, Berlin se dota également d'un réseau de trolleybus.
Au cours de la Seconde Guerre mondiale, certaines tâches de transport ont été confiées aux tramways afin d'économiser la consommation d'essence. Ainsi, un vaste service de transport de marchandises a été établi. À partir de mars 1943, les bombardements, le manque de personnels et les pénuries d'électricité ont entraîné une diminution de l'offre pour ce mode de transport. Le système de tramway s'effondra totalement le 23 avril 1945 lors de la Bataille de Berlin.

### Le réseau au temps de la scission
Peu après le conflit, sur les ruines de l'Allemagne, deux États antagonistes sont créés en 1949 : la RFA et la RDA. Berlin suit ce processus de scission et les entreprises publiques de la capitale également.

Ainsi, la BVG se scinde en deux : 
- à Berlin-Ouest, la BVG-West reprend l'exploitation de 36 lignes ;
- à Berlin-Est, la BVG-Ost (qui deviendra la BVB en 1969), compte exploiter 13 lignes.

Le 14 octobre 1950, le trafic des lignes entre Berlin-Ouest à la banlieue brandebourgeoises de Kleinmachnow et Schönefeld est arrêté
Le 15 janvier 1953, le service entre les deux secteurs est et ouest de la ville est stoppé aussi.

#### Le réseau ouest-berlinois
À partir de 1954, un changement a eu lieu dans les plans de transport en commun de Berlin-Ouest, visant à interrompre définitivement le service de tramway, et son remplacement par des lignes de bus, ainsi que par le réseau métropolitain déjà bien développé que l'on comptait agrandir, rendant le tramway comme démodé et inutile. 

Ainsi, de 1954 à 1962 nombreuses lignes de tramway ont été  mises à l'arrêt définitif. En 1962, la partie occidentale de la ville ne comptait plus que 18 lignes de tramway contre les 36 que la BVG-West exploitait à l'origine.
La construction du mur de Berlin en 1961 entraîna de nombreux problèmes et difficultés pour le système de transport public. Les lignes de tram ne pouvaient plus voyager à travers le centre-ville comme d'habitude. De plus, le dépôt principal a dû être déplacé sur l'Uferstraße dans le quartier de Wedding à Berlin-Ouest.
Le 2 octobre 1967, le tramway voyagea une dernière fois à travers Berlin-Ouest sur ligne 55 à partir de Zoo Station via la Ernst-Reuter-Platz (de), l'hôtel de ville de Charlottenburg, la gare Jungfernheide, Siemensdamm, Nonnendammallee, Falkenseer Platz, Allee Neuendorfer et à Spandau, Hakenfelde.
Aujourd'hui, de nombreuses lignes de Metrobus suivent les itinéraires d'anciennes lignes de tramway.

#### Le réseau est-berlinois

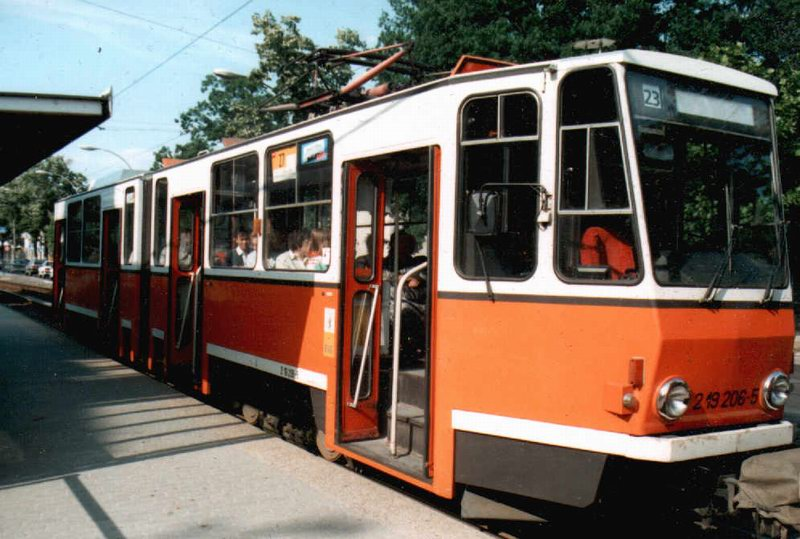
Une rame de réseau BVB, à Berlin-Karlshorst.

Contrairement à leurs homologues de l'Ouest, les Berlinois de l'Est décidèrent de remettre le réseau en l'état. À partir de 1959, vingt motrices et vingt remorques à deux essieux sont livrées (Goth TF 59 et BF 59), permettant un renforcement des services. Cependant, une grande partie du matériel reste jusque dans les années 1960 constituée de tramways d'avant-guerre pour partie reconstruits sur le modèle des Gothawagen.
Le système de planification urbaine est-berlinois doit également s'adapter au développement de la circulation automobile. Les tramways doivent donc disparaître ou du moins être réduits en nombre, dans le centre historique. La reconstruction de Berlin-Est prend en compte cette notion et les tramways sont retirés des anciennes lignes centrales devant le Rotes Rathaus (Hôtel de Ville central). En janvier 1967, il n'y a plus de tramways sur l'Alexanderplatz et les dernières suppressions dans l'ancien centre-ville ont lieu en 1975.
Toutefois, la suppression complète du réseau de tramway de la ville n'était ni prévue, ni même discutée. À la fin des années 1970, certaines sections du nouveau tramway ont été construites afin de relier les nouveaux quartiers de Marzahn, Hohenschönhausen et enfin Hellersdorf.

#### Le réseau depuis la réunification

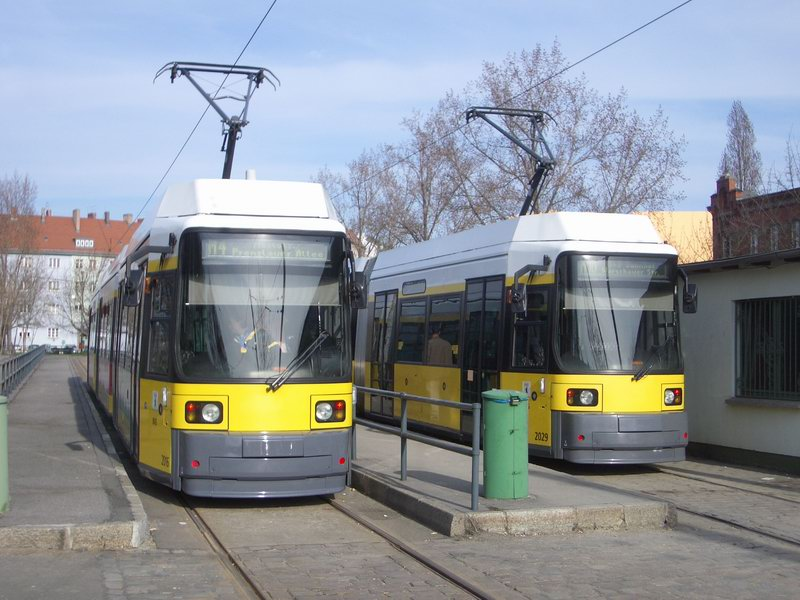
Nouvelle rame à plancher bas intégral, type GT6N-Z

La chute du Mur de Berlin en 1989 et la réunification allemande (qui fut aussi une réunification berlinoise), entraine la disparition de la BVB. La société ouest-berlinoise, la BVG (BVG-West) reprend pour son compte l'exploitation du réseau de transport est-berlinois. Contrairement à sa politique quarante ans auparavant, elle ne remet pas en cause l'existence du tramway dans la capitale fédérale. Bien au contraire, elle entreprend une politique de modernisation du réseau existant et son extension dans les quartiers occidentaux, notamment à Wedding.

## Exploitation

### Lignes
22 lignes sont actuellement en exploitation :
| Ligne | Trajet | Longueur | Arrêts |
| ----- | --- | -------- | ------ |
| M1    | Mitte, Am Kupfergraben – Gare de Berlin Friedrichstraße – Oranienburger Tor (métro de Berlin) – Gare de Berlin Hackescher Markt – Rosenthaler Platz (métro de Berlin) – Eberswalder Straße (métro de Berlin) – Schönhauser Allee/Bornholmer Straße – Pankow Kirche – Grabbeallee/Pastor-Niemöller-Platz – Niederschönhausen, Schillerstraße ou Rosenthal Nord                            | 12,4     | 39     |
| M2    | Gare de Berlin Alexanderplatz/Dircksenstraße – Mollstraße/Prenzlauer Allee – Prenzlauer Allee/Danziger Straße – Prenzlauer Allee/Ostseestraße – Am Steinberg – Heinersdorf | 6,5      | 18     |
| M4    | Gare de Berlin Hackescher Markt – Gare de Berlin Alexanderplatz/Gontardstraße – Mollstraße/Otto-Braun-Straße – Greifswalder Straße/Danziger Straße – Antonplatz – Sulzfelder Straße – Prerower Platz – Falkenberg ou Hohenschönhausen, Zingster Straße | 11,4     | 29     |
| M5    | Lüneburger Straße - Gare centrale de Berlin - Gare de Berlin Hackescher Markt – Gare de Berlin Alexanderplatz/Gontardstraße – Mollstraße/Otto-Braun-Straße – Landsberger Allee/Petersburger Straße – Gare de Berlin Landsberger Allee – Hohenschönhauser Straße/Weißenseer Weg – Hauptstraße/Rhinstraße – Gehrenseestraße – Prerower Platz – Hohenschönhausen, Zingster Straße           | 12,6     | 27     |
| M6    | Gare de Berlin Hackescher Markt – Gare de Berlin Alexanderplatz/Gontardstraße – Mollstraße/Otto-Braun-Straße – Landsberger Allee/Petersburger Straße – Gare de Berlin Landsberger Allee – Hohenschönhauser Straße/Weißenseer Weg – Landsberger Allee/Rhinstraße – Jan-Petersen-Straße – Hellersdorf, Riesaer Straße                                                                      | 19,2     | 39     |
| M8    | Lüneburger Straße - Gare centrale de Berlin - Gare du nord de Berlin – Rosenthaler Platz (métro de Berlin) – Mollstraße/Prenzlauer Allee – Mollstraße/Otto-Braun-Straße – Landsberger Allee/Petersburger Straße – S Landsberger Allee – Roederplatz – Herzbergstraße/Siegfriedstraße – Allee der Kosmonauten/Rhinstraße – Gare de Berlin Springpfuhl – Jan-Petersen-Straße – Ahrensfelde | 19,2     | 38     |
| M10   | Turmstraße (métro de Berlin) - Gare centrale de Berlin - Gare du nord de Berlin – Eberswalder Straße (métro de Berlin) – Prenzlauer Allee/Danziger Straße – Greifswalder Straße/Danziger Straße – Landsberger Allee/Petersburger Straße – Bersarinplatz – Frankfurter Tor (métro de Berlin) – Gare de Berlin Warschauer Straße – Station de métro Warschauer Straße                      | 7,8      | 20     |
| M13   | Wedding, Virchow-Klinikum – Schönhauser Allee/Bornholmer Straße – Prenzlauer Allee/Ostseestraße – Antonplatz – Hohenschönhauser Straße/Weißenseer Weg – Roederplatz – Loeperplatz – Gare de Berlin Frankfurter Allee – Gare de Berlin Warschauer Straße | 17,1     | 39     |
| M17   | Falkenberg – Gehrenseestraße – Landsberger Allee/Rhinstraße – Allee der Kosmonauten/Rhinstraße – Treskowallee/Ehrlichstraße – Wilhelminenhofstraße/Edisonstraße – Gare de Berlin-Schöneweide | 15,5     | 32     |
| 12    | Mitte, Am Kupfergraben – Gare de Berlin Friedrichstraße – Oranienburger Tor (métro de Berlin) – Gare de Berlin Hackescher Markt – Rosenthaler Platz (métro de Berlin) – Eberswalder Straße (métro de Berlin) – Prenzlauer Allee/Ostseestraße – Antonplatz – Weißensee, Pasedagplatz | 10,7     | 28     |
| 16    | Gare de Berlin Frankfurter Allee – Loeperplatz – Roederplatz – Hohenschönhauser Straße/Weißenseer Weg – Landsberger Allee/Rhinstraße – Ahrensfelde | 13,6     | 25     |
| 18    | Gare de Berlin Springpfuhl – Hellersdorf, Riesaer Straße | 13,6     | 20     |
| 21    | Gare de Berlin-Lichtenberg/Gudrunstraße – Herzbergstraße/Siegfriedstraße – Loeperplatz – Bersarinplatz – Frankfurter Tor (métro de Berlin) – Gare de Berlin-Rummelsbourg – Treskowallee/Ehrlichstraße – Gare de Berlin-Schöneweide | 16,5     | 41     |
| 27    | Krankenhaus Köpenick/Südseite – Schloßplatz Köpenick – Bahnhofstraße/Lindenstraße – Wilhelminenhofstraße/Edisonstraße – Treskowallee/Ehrlichstraße – Allee der Kosmonauten/Rhinstraße – Landsberger Allee/Rhinstraße – Hauptstraße/Rhinstraße – Sulzfelder Straße – Weißensee, Pasedagplatz                                                                                              | 20,7     | 45     |
| 37    | Gare de Berlin-Lichtenberg/Gudrunstraßee – Herzbergstraße/Siegfriedstraße – Allee der Kosmonauten/Rhinstraße – Treskowallee/Ehrlichstraße – Wilhelminenhofstraße/Edisonstraße – S Schöneweide | 11,3     | 23     |
| 50    | Wedding, Virchow-Klinikum – Schönhauser Allee/Bornholmer Straße – Pankow Kirche – Französisch Buchholz, Guyotstraße | 14,4     | 32     |
| 60    | Adlershof, Karl-Ziegler-Straße – Schloßplatz Köpenick – Bahnhofstraße/Lindenstraße – Gare de Berlin-Friedrichshagen – Friedrichshagen, Altes Wasserwerk | 11,9     | 28     |
| 61    | Adlershof, Karl-Ziegler-Straße – Schloßplatz Köpenick – Bahnhofstraße/Lindenstraße – Gare de Berlin-Friedrichshagen – Rahnsdorf/Waldschänke | 15,1     | 31     |
| 62    | Wendenschloß – Schloßplatz Köpenick – Bahnhofstraße/Lindenstraße – Gare de Berlin-Köpenick – Gare de Berlin-Mahlsdorf (de) | 12,2     | 31     |
| 63    | Gare de Berlin-Köpenick – Bahnhofstraße/Lindenstraße – Wilhelminenhofstraße/Edisonstraße – Gare de Berlin-Schöneweide – Johannisthal, Haeckelstraße | 8,9      | 23     |
| 67    | Krankenhaus Köpenick/Südseite – Schloßplatz Köpenick – Bahnhofstraße/Lindenstraße – Wilhelminenhofstraße/Edisonstraße – Gare de Berlin-Schöneweide | 8,1      | 19     |
| 68    | Gare de Berlin-Köpenick – Schloßplatz Köpenick – Gare de Berlin-Grünau – Alt-Schmöckwitz | 14,5     | 27     |

### Matériel roulant

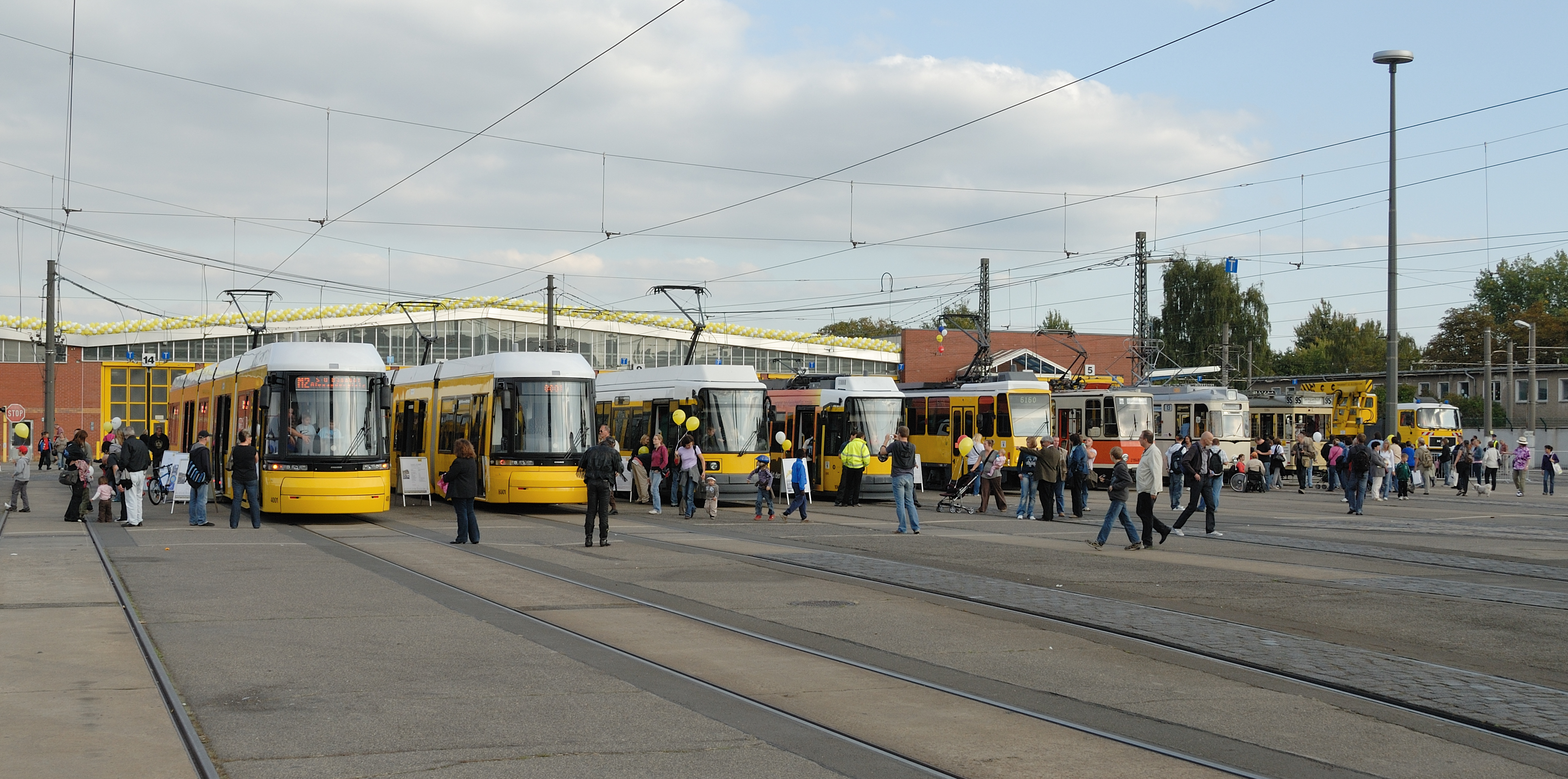
Panel du matériel actuel et passé du tramway de Berlin

En 2018, le réseau utilise 4 modèles de tramway différents : 40 Tatra KT4D, 105 GT6N (en), 45 GT6N-ZR et 152 Flexity Berlin.

#### KT4D
Commandée des années 1970, le KT4D est une variante du Tatra KT4 construit par CKD Tatra. Entre 1976 et 1988, 574 rames KT4D sont livrés au réseau berlinois. Le KT4D mesure 18 m de long pour 2,2 m de large et peut accueillir 99 passagers. 
La moitié des rames est modernisée entre 1993 et 1997, le reste étant vendu ou cédé à des réseaux étrangers avec l’arrivée des rames GT6N.
Avec l'arrivée progressive du Flexity Berlin, la plupart des rames sont retirées du service. En 2017, une révision générale est effectuée sur 40 rames pour les conserver en renfort jusqu'en 2020.
En 2021, les rames continuent d'être retirées du service. Des KT4D berlinoises intéressent certains réseaux : ainsi, 30 rames ont trouvé une seconde vie en Ukraine à Lviv.

#### GT6N
Entre 1992 et 2003, 105 rames GT6N (unidirectionnelles) et 45 rames GT6N-ZR (bidirectionnelles) sont livrés. Ce modèle de tramway a été conçu par MAN pour le réseau de Tramway de Brême. La division ferroviaire de MAN est ensuite intégré à Adtranz qui le vend principalement à des villes allemandes et japonaises. 
Il s'agit du premier modèle à plancher bas intégral pour le réseau de Berlin.

#### Flexity Berlin

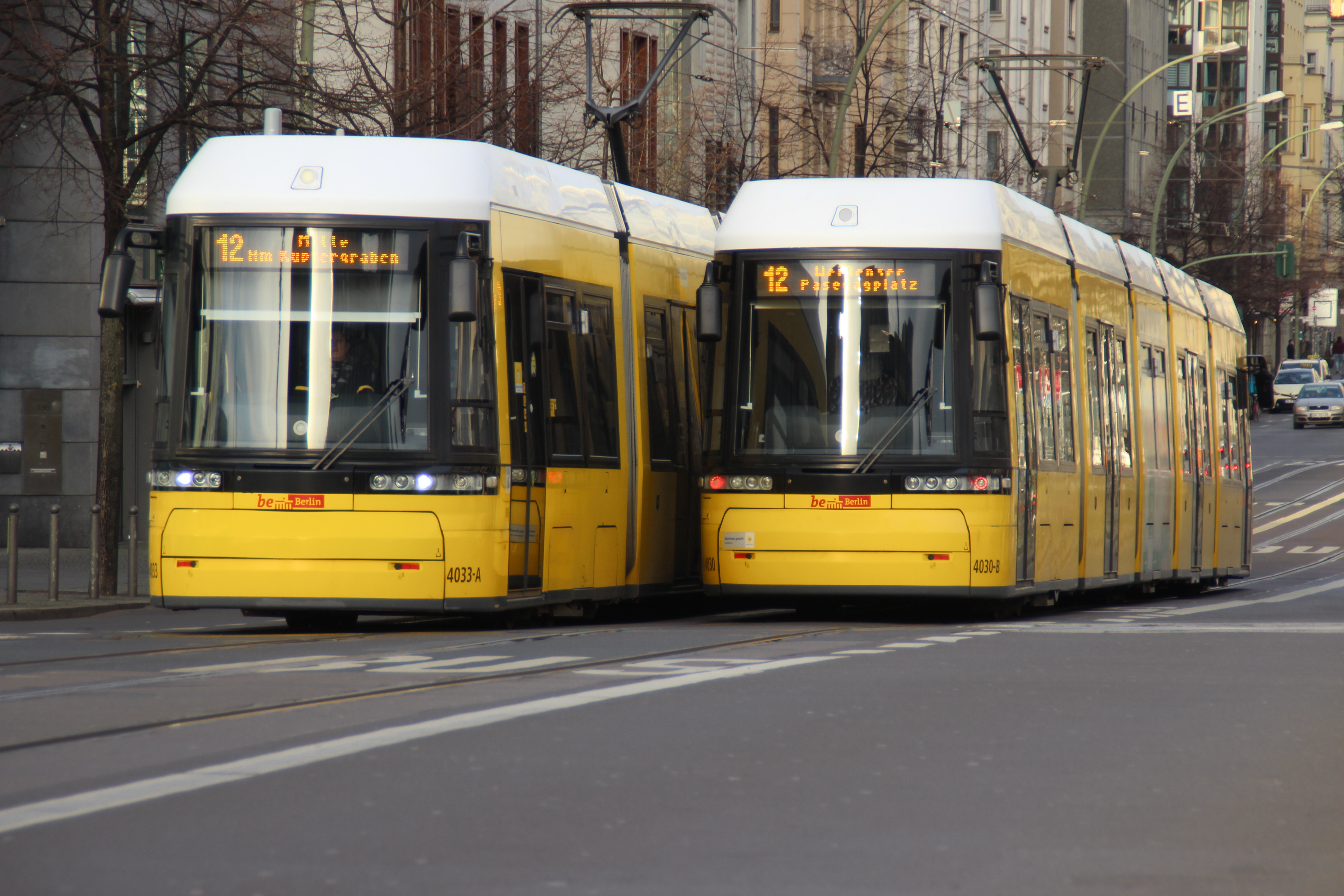
Rames Bombardier Flexity dans la Friedrichstraße.

En 2001, une rame Bombardier Incentro du réseau de Tramway de Nantes réalise des essais à Berlin. En 2006, une commande portant sur 103 rames Bombardier Flexity est faite auprès de Bombardier. En 2012, 39 rames complémentaires sont commandés. La commande porte sur 40 rames longues unidirectionnelles, 54 courtes bidirectionnelles et 48 rames longues bidirectionnelles. La livraison se fera jusqu'en 2017.
En 2015, les BVG commandent 47 rames supplémentaires pour 176 millions d'euros.